# 어성욱
어성욱(1985년 3월 11일 ~ )은 대한민국의 배우이다.

## 학력
- 중앙대학교 연극학과 학사
- 한국예술종합학교 연극원 연기과 예술전문사

## 출연작

### 영화
- 《연애 빠진 로맨스》 (2021년) - 안경남 역
- 《마리와 나》 (2020년) - 마리 역
- 《오케이! 마담》 (2020년) - 국정원 요원 3 역
- 《어멍》 (2019년) - 율 역
- 《오늘, 우리》 (2019년) - 영기 역
- 《82년생 김지영》 (2019년) - 종규 역
- 《한낮의 피크닉》 (2019년) - 펑크파파(박병진) 역
- 《왓칭》 (2019년) - 제과점장 역
- 《5월 14일》 (2018년) - 영기 역
- 《불온》 (2018년) - 계준 역
- 《인어전설》 (2018년) - 만수 역
- 《협상》 (2018년) - 세콤 경비원 역
- 《여중생A》 (2018년) - 재희친구 역
- 《낯선 자들의 땅》 (2017년) - 나성 역
- 《명태》 (2017년)
- 《채비》 (2017년) - 성환 역
- 《판도라》 (2016년) - 대수원 재난안전팀 2 역
- 《마지막 고해》 (2016년) - 이도현 역
- 《짐작보다 따뜻하게》 (2016년) - 성민철 역
- 《그건 알아주셔야 됩니다》 (2015년)
- 《미안해 사랑해 고마워》 (2015년) - 양평댁 아들 역
- 《화장》 (2015년) - 레지던트 의사 역
- 《코알라》 (2013년) - 어 상무 역
- 《전설의 주먹》 (2013년) - FD 2 역
- 《지슬: 끝나지 않은 세월 2》 (2013년) - 상덕 역
- 《댄싱퀸》 (2012년) - 방송국스텝 2 역

### 드라마
- 《거래》 (2023년, Wavve) - 토쟁이 역
- 《날아라 개천용》 (2020년, SBS) - 김원복 역
- 《응답하라 1994》 (2013년, tvN)

### 연극
- 《갈매기B》
- 《복덕가아든》
- 《작가를 찾는 6인의 등장인물》
- 《엄마를 부탁해》

## 수상
- 2013년 제14회 부산영화평론가협회상 신인연기자상